# Régiolis
De Régiolis is een aantal reeksen treinstellen, door de fabrikant (Alstom, later CAF) Coradia Polyvalent genoemd en besteld door de Franse regio's voor hun regionale TER-treinen, en door de Franse spoorvervoerder SNCF voor de Intercités-treinen.

## Historiek

### Aanbesteding

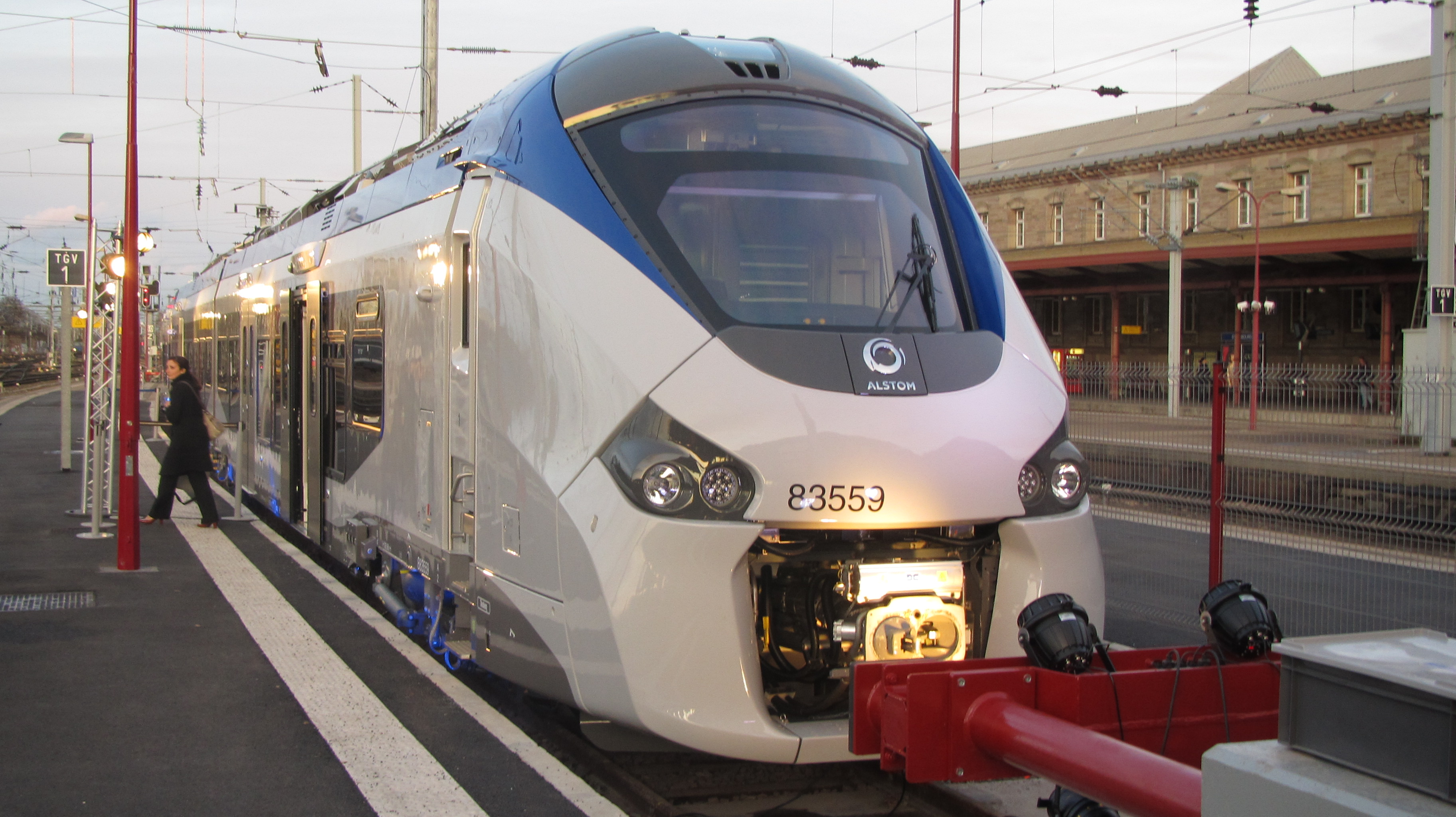
Het eerste Régiolis-treinstel, tijdens een presentatie op station Strasbourg-Ville

Gedurende de jaren 2000 zorgt de levering van veel nieuw materieel, zoals de Z TER, A TER, TER 2N NG en Autorail grande capacité voor een verjonging van het regionale treinmaterieel. Toch bleven er aan het begin van de jaren 2010 nog oude treinstellen rondrijden uit de jaren 1970 en 1980. Daarnaast was er sprake van een grote groei in de vraag naar materieel, door de uitbreiding van het aantal treindiensten in de regio. Daarom begon de SNCF een aanbesteding voor nieuw materieel, dat tegelijkertijd een grote capaciteit moest bieden, en zowel elektrisch als op diesel moest kunnen rijden (hybride aandrijving).
Nadat de order voor de Autorail grande capacité enige jaren eerder naar concurrent Bombardier Transport was gegaan, ging nu Alstom ervandoor met de order voor nieuwe regionale treinen. De aangeboden trein, de Régiolis, is beschikbaar in een elektrische en een hybride versie. Als optie is eveneens een trein beschikbaar die onder 15 kV 16,7 Hz kan rijden, de spanning op het Duitse en Zwitserse spoorwegnet. De Régiolis is beschikbaar in drie lengtes (drie, vier of zes rijtuigen), en drie interieurs (voorstedelijk, regionaal en interregionaal). De trein maakt gebruik van Jacobsdraaistellen, waardoor brede bakovergangen en ruime interieurs ontstaan. Daarnaast is de Régiolis de eerste Franse trein met een compleet lage vloer. Het contract is een raamovereenkomst voor maximaal 1000 treinstellen, naar vraag worden de opties omgezet in feitelijke bestellingen.

### Bestellingen
De eerste regio's die bestellingen deden voor de Régiolis waren Aquitanië, de Elzas, Laag-Normandië, Hoog-Normandië, Lotharingen, Midi-Pyrénées, Pays de la Loire en Picardië aan het begin van 2011. Eind 2011 deden ook de regionale raden van Auvergne en Poitou-Charentes bestellingen.
In 2012 doen de regionale raden van de Elzas en Pays de la Loire bestellingen voor respectievelijk twee en vijf extra treinstellen om de snel groeiende reizigersaantallen te faciliteren. In 2013 bestelde de regio Franche-Comté voor het eerst zeven Régiolis-treinstellen. Hiermee kwam het aantal bestelde treinstellen op 182 treinstellen.
In september 2013 werden 34 hybride treinstellen besteld voor het SNCF-bedrijfsonderdeel Intercités. De stellen zullen worden gebruikt om het materieelpark, dat nog grotendeels bestaat uit getrokken Corail-rijtuigen, te vervangen. Deze zesdelige treinstellen hebben een aantal kleine aanpassingen voor het Intercitynetwerk, waaronder een hogere maximumsnelheid..
| Lijst van bestelde treinstellen | Lijst van bestelde treinstellen | Lijst van bestelde treinstellen | Lijst van bestelde treinstellen | Lijst van bestelde treinstellen | Lijst van bestelde treinstellen |
| Regio                           | Aantal rijtuigen                | Nummering                       | Tractie                         | Interieur                       | Aantal treinstellen             |
| ------------------------------- | ------------------------------- | ------------------------------- | ------------------------------- | ------------------------------- | ------------------------------- |
| Aquitanië                       | 4 rijtuigen                     | Z 51500                         | Elektrisch                      | Regionaal                       | 22                              |
| Auvergne                        | 4 rijtuigen                     | B 84500                         | Hybride                         | Regionaal                       | 12                              |
| Elzas                           | 4 rijtuigen                     | B 83500                         | Hybride                         | Voorstedelijk                   | 6                               |
| Elzas                           | 6 rijtuigen                     | B 83500                         | Hybride                         | Voorstedelijk                   | 18                              |
| Franche-Comté                   | 4 rijtuigen                     | Z 51500                         | Elektrisch                      | Regionaal                       | 7                               |
| Hoog-Normandië                  | 4 rijtuigen                     | B 84500                         | Hybride                         | Regionaal                       | 10                              |
| Intercités                      | 6 rijtuigen                     | B 84500                         | Hybride                         | Interregionaal                  | 34                              |
| Laag-Normandië                  | 6 rijtuigen                     | B 84500                         | Hybride                         | Interregionaal                  | 15                              |
| Lotharingen                     | 4 rijtuigen                     | B 84500                         | Hybride                         | Regionaal                       | 10                              |
| Midi-Pyrénées                   | 4 rijtuigen                     | B 83500                         | Hybride                         | Voorstedelijk                   | 15                              |
| Midi-Pyrénées                   | 4 rijtuigen                     | Z 54500                         | Elektrisch                      | Voorstedelijk                   | 10                              |
| Provence-Alpes-Côte d'Azur      | 4 rijtuigen                     | B 84500                         | Hybride                         | Regionaal                       | 10                              |
| Pays de la Loire                | 4 rijtuigen                     | B 84500                         | Hybride                         | Regionaal                       | 10                              |
| Pays de la Loire                | 4 rijtuigen                     | Z 51500                         | Elektrisch                      | Regionaal                       | 10                              |
| Picardië                        | 6 rijtuigen                     | B 84500                         | Hybride                         | Regionaal                       | 17                              |
| Poitou-Charentes                | 4 rijtuigen                     | B 84500                         | Hybride                         | Regionaal                       | 10                              |
| Totaal                          |                                 |                                 |                                 |                                 | 216                             |

### Bouw en toelating
De Régiolis krijgt zijn toelating voor de commerciële dienst in maart 2014. De eerste treinstellen beginnen in april 2014 hun commerciële ritten, in de regio's Aquitanië, Picardië, Lotharingen en in de Elzas. De breedte van de treinstellen is groter dan wat past op een deel van het netwerk, daarom moesten 1300 perrons aangepast worden voor de nieuwe treinen. De kostprijs van deze aanpassingen was naar schatting zo'n 50 miljoen euro. Alhoewel het niet abnormaal is dat spoorinfrastructuur aangepast moet worden voor nieuwe treinen, zorgde het feit dat deze aanpassing onverwachts kwam voor een publieke rel in mei 2014.

## Technische eigenschappen

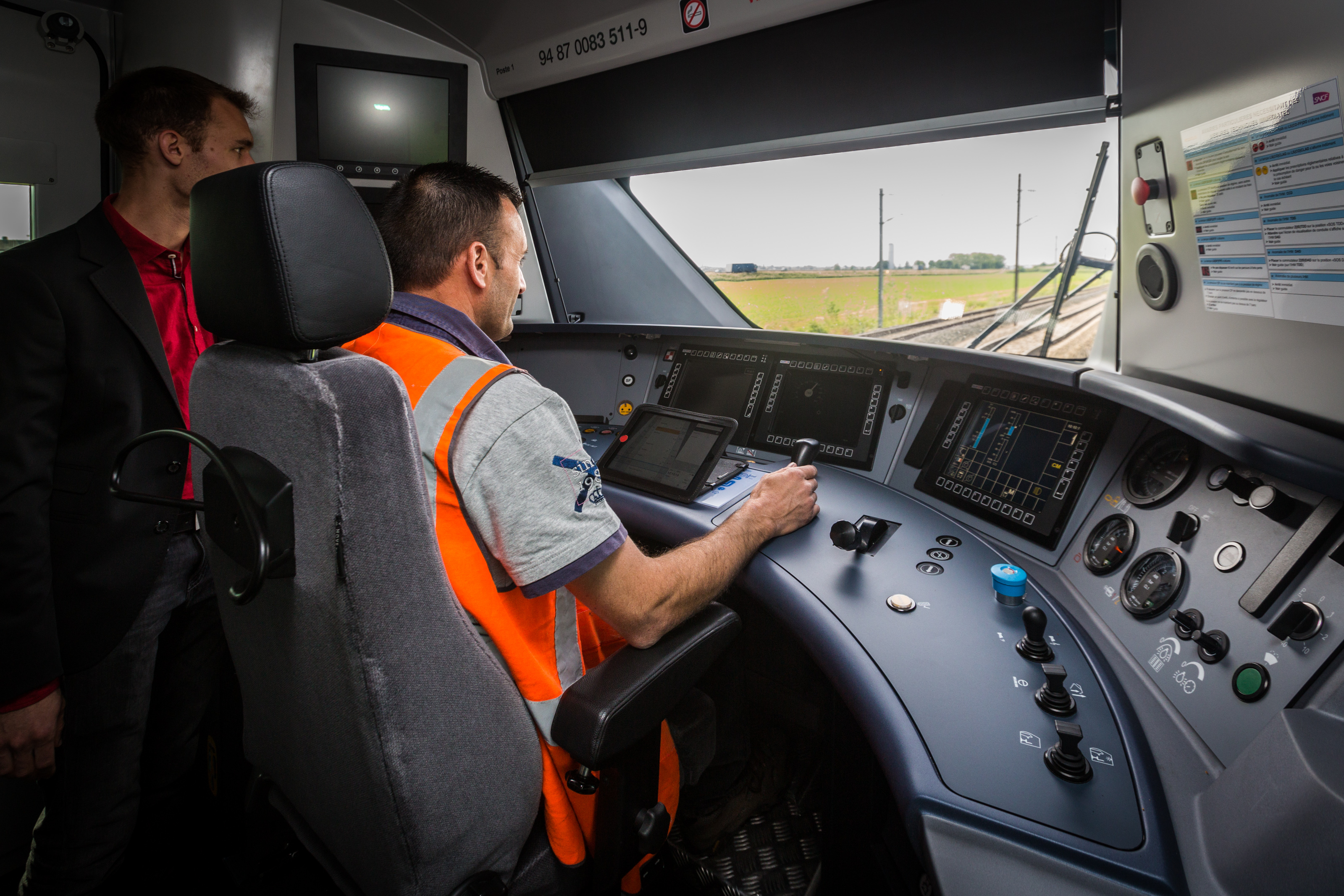
Bestuurderscabine van de Régiolis.

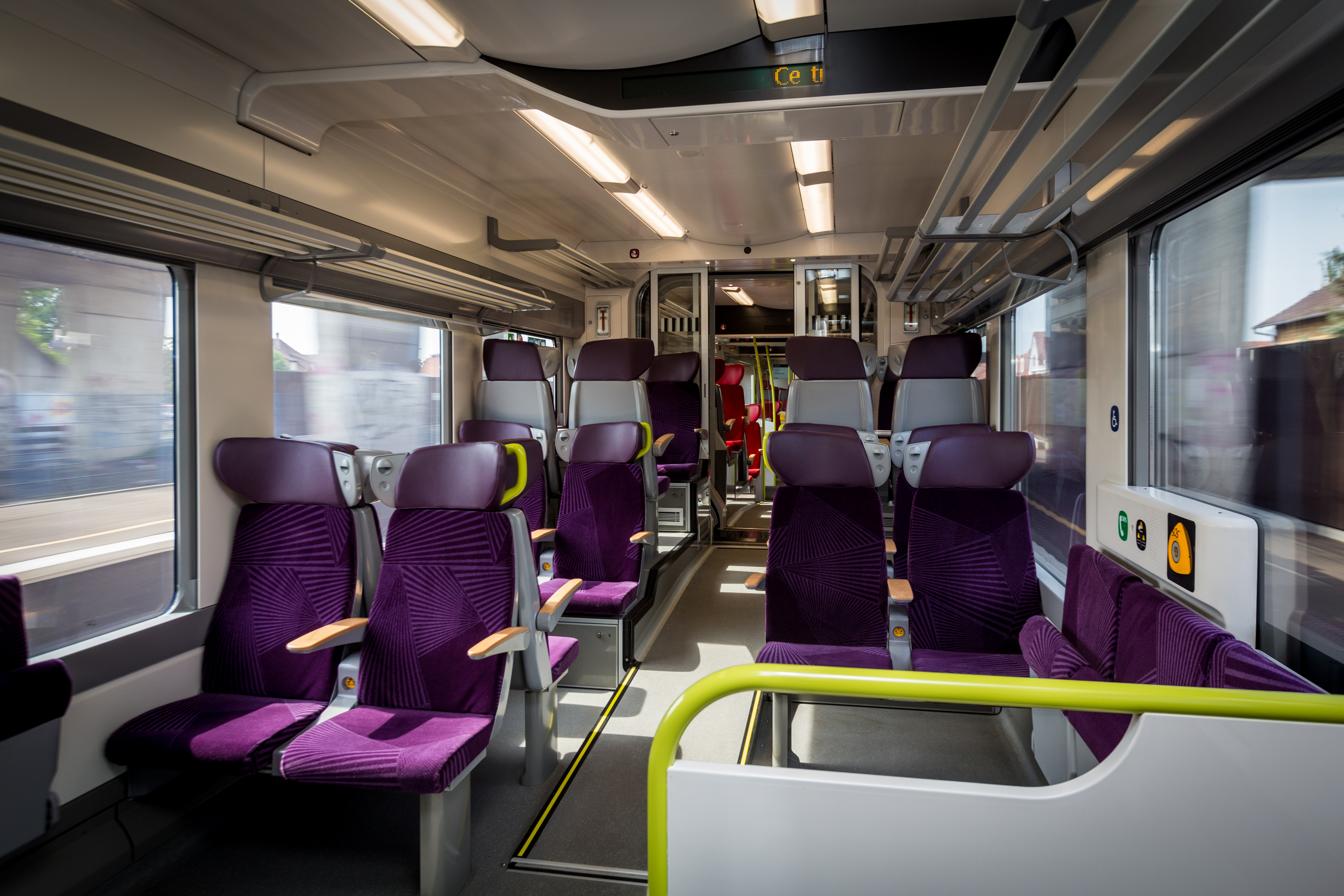
Interieur van een Régiolis van TER Alsace

De trein heeft twee versies: een elektrische versie (1500 volt gelijkspanning en 25 kV 50 Hz wisselspanning), en een hybride-versie die daarnaast op diesel kan rijden. De beide versies hebben een maximumsnelheid van 160 kilometer per uur. Als optie is een versie beschikbaar die ook onder 15 kV 16,7 Hz wisselspanning kan rijden, de spanning in Duitsland en Zwitserland. Dit maakt de trein geschikt voor internationale treindiensten naar deze landen.
De Régiolis is beschikbaar in drie lengtes: klein (drie rijtuigen), middel (vier rijtuigen) en groot (zes rijtuigen). Deze laatste biedt ruimte voor 650 reizigers. Om meer capaciteit te bieden kunnen maximaal drie treinstellen gekoppeld worden, drie grote treinstellen bieden samen meer dan 1000 zitplaatsen.
Het treinstel is geschikt voor verschillende soorten treindiensten, van voorstedelijke treindiensten met veel tussenstops, tot langeafstandstreinen met reistijden van meer dan een uur. De Régiolis is voorzien van moderne elektrische motorsystemen, die krachtiger zijn dan vorige generaties elektrische motoren.
Qua interieur heeft de trein een compleet lage vloer, hetgeen de trein makkelijk toegankelijk maakt voor mindervaliden. Ook is er een modern informatiesysteem ingebouwd, met onder andere schermen met vertrekinformatie en automatische omroepsystemen. Daarnaast zijn bij alle zitplaatsen stopcontacten geïnstalleerd.

## Inzet
Het eerste treinstel werd in juni 2011 aan de pers gepresenteerd. Na deze presentatie zal een uitgebreid testprogramma beginnen (zoals gebruikelijk voor nieuwe treinstellen). De verwachte indienststelling is in 2013, maar het is nog niet bekend op welke trajecten deze treinen als eerste ingezet zullen gaan worden.

## Galerij

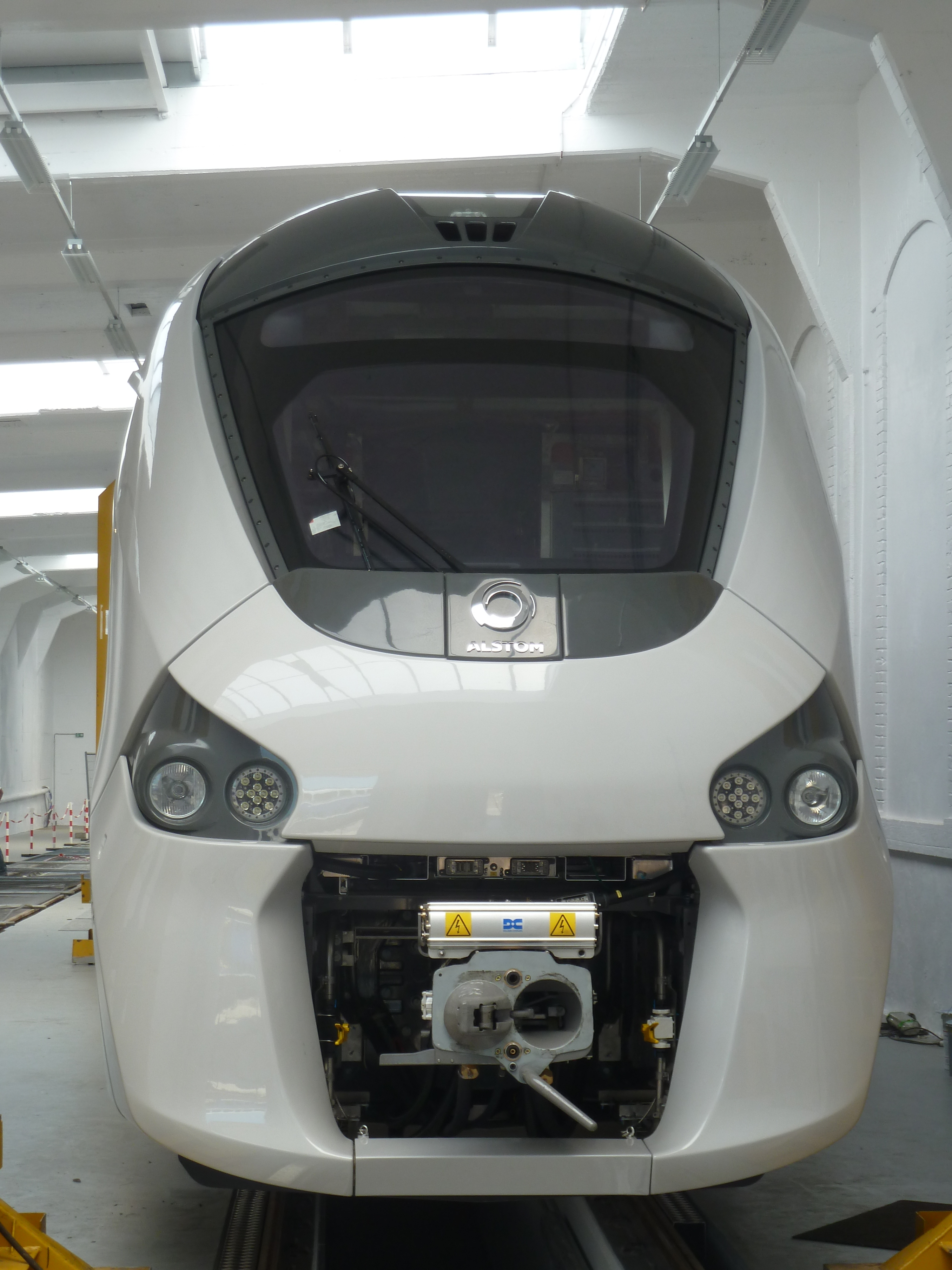
Detail van de voorkant.